# Дано, Пол
Пол Франклин Да́но (англ. Paul Franklin Dano; род. 19 июня 1984, Нью-Йорк, США) — американский актёр, режиссёр, сценарист, продюсер и музыкант. Номинант на премии «Золотой глобус», «Эмми» и BAFTA.

## Биография
Пол Франклин Дано родился 19 июня 1984 года в Нью-Йорке, США. Родители Глэдис (в девичестве Пипп) и Пол А. Дано. Также у него есть младшая сестра Сара. Первые несколько лет Пол прожил в Нью-Йорке. Потом семья переехала в Нью-Канаан, штат Коннектикут и в конце концов поселилась в Вилтоне. Там Дано окончил школу Wilton High School, после чего обучался в колледже Юджина Ланга.
Играть в театре начал уже в детском возрасте. В возрасте 12 лет дебютировал в пьесе «Пожнёшь бурю». В этой постановке играли Джордж Кэмпбелл Скотт и Чарльз Дёрнинг. В 17 лет Пол Дано сыграл свою первую главную роль в фильме «Ложь». 
После этого он снимался в различных кинопроектах; совершенствовал мастерство в Нью-Йоркской киноакадемии. Критики особо отметили его хорошую игру в фильме «Нефть». Дано снимается в различных фильмах, преимущественно независимых. Кроме того он играл в нескольких театральных постановках на Бродвее. Помимо актёрской деятельности Пол Дано является гитаристом и вокалистом группы Mook. Журнал Rolling Stone включил Дано в свой «Hot List» за 2007 год, обозначив его актёрскую игру как «Дэниел Дэй-Льюис + Билли Крудап × Джонни Депп».

## Личная жизнь
С 2007 года Дано состоит в отношениях с актрисой Зои Казан. У них есть дочь (род. 2018). В октябре 2022 родился второй ребёнок.

## Фильмография
| Год       |    | Русское название                | Оригинальное название       | Роль                       |
| --------- | -- | ------------------------------- | --------------------------- | -------------------------- |
| 1998      | с  | Умный парень                    | Smart Guy                   | Николас                    |
| 2000      | ф  | Новички                         | The Newcomers               | Джоэль                     |
| 2001      | ф  | Ложь                            | L.I.E.                      | Хауи Блитцер               |
| 2002      | ф  | Слишком молод, чтобы быть отцом | A Family's Decision         | Мэтт Фримэн                |
| 2002—2004 | с  | Клан Сопрано                    | The Sopranos                | Патрик Уэлен               |
| 2002      | ф  | Императорский клуб              | The Emperor's Club          | Мартин Блайз               |
| 2004      | ф  | Свет и страдалец                | Light and the Sufferer      | Дон                        |
| 2004      | ф  | Соседка                         | The Girl Next Door          | Клитц                      |
| 2004      | ф  | Забирая жизни                   | Taking Lives                | юный Эшер                  |
| 2005      | ф  | Баллада о Джеке и Роуз          | The Ballad of Jack and Rose | Тэддиус                    |
| 2005      | ф  | Король                          | The King                    | Пол                        |
| 2006      | ф  | Маленькая мисс Счастье          | Little Miss Sunshine        | Дуэйн                      |
| 2006      | ф  | Нация фастфуда                  | Fast Food Nation            | Брайан                     |
| 2007      | ф  | Оружие                          | Weapons                     | Крис                       |
| 2007      | ф  | Нефть                           | There Will Be Blood         | Пол Сандэй / Илай Сандэй   |
| 2008      | ф  | Явные недуги                    | Explicit Ills               | Рокко                      |
| 2008      | ф  | Гигантик                        | Gigantic                    | Брайан Уизерсби            |
| 2009      | ф  | Штурмуя Вудсток                 | Taking Woodstock            | парень на Фольксвагене     |
| 2009      | ф  | Доброе сердце                   | The Good Heart              | Лукас                      |
| 2009      | ф  | Там, где живут чудовища         | Where the Wild Things Are   | голос Александра           |
| 2010      | ф  | Экстрамен                       | The Extra Man               | Луис Айвз                  |
| 2010      | ф  | Рыцарь дня                      | Knight and Day              | Саймон Фикк                |
| 2010      | ф  | Обход Мика                      | Meek's Cutoff               | Томас Гейтели              |
| 2010      | ф  | Для Эллен                       | For Ellen                   | Джоби                      |
| 2011      | ф  | Ковбои против пришельцев        | Cowboys & Aliens            | Перси                      |
| 2012      | ф  | Быть Флинном                    | Being Flynn                 | Ник Флинн                  |
| 2012      | ф  | Петля времени                   | Looper                      | Сет                        |
| 2012      | ф  | Руби Спаркс                     | Ruby Sparks                 | Кэлвин Уир-Филдс           |
| 2013      | ф  | 12 лет рабства                  | 12 Years a Slave            | Джон Тибитс                |
| 2013      | ф  | Пленницы                        | Prisoners                   | Алекс Джонс                |
| 2014      | ф  | Любовь и милосердие             | Love & Mercy                | Брайан Уилсон              |
| 2015      | ф  | Молодость                       | La giovinezza               | Джимми Три                 |
| 2015      | тф | Кодексы поведения               | Codes of Conduct            | Джаред Ротменсен           |
| 2016      | с  | Война и мир                     | War and Peace               | Пьер Безухов               |
| 2016      | ф  | Человек — швейцарский нож       | Swiss Army Man              | Хэнк Томпсон               |
| 2017      | ф  | Окча                            | Okja                        | Джей                       |
| 2018      | ф  | Дикая жизнь                     | Wildlife                    | режиссёр                   |
| 2018      | с  | Побег из тюрьмы Даннемора       | Escape at Dannemora         | Дэвид Суэт                 |
| 2021      | ф  | Виновный                        | the Guilty                  | Мэттью Фонтенот            |
| 2022      | ф  | Бэтмен                          | The Batman                  | Эдвард Нэштон / Загадочник |
| 2022      | ф  | Фабельманы                      | The Fabelmans               | отец Сэмми                 |
| 2023      | ф  | Дурные деньги                   | Dumb Money                  | Кит Гилл                   |
| 2024      | с  | Мистер и Миссис Смит            | Mr. & Mrs. Smith            | Хэррис Матербах            |
| 2024      | ф  | Космонавт                       | Spaceman                    | Хануш                      |
|           | ф  | Кремлёвский волшебник           | The Wizard of the Kremlin   | Вадим Баранов              |

## Награды и номинации
| Премия                              | Год  | Фильм                       | Категория                                                   | Результат |
| ----------------------------------- | ---- | --------------------------- | ----------------------------------------------------------- | --------- |
| «Золотой глобус»                    | 2016 | «Любовь и милосердие»       | Лучшая мужская роль второго плана                           | Номинация |
| BAFTA                               | 2008 | «Нефть»                     | Лучшая мужская роль второго плана                           | Номинация |
| «Эмми»                              | 2019 | «Побег из тюрьмы Даннемора» | Лучшая мужская роль второго плана в мини-сериале или фильме | Номинация |
| «Выбор критиков»                    | 2007 | «Маленькая мисс Счастье»    | Лучший молодой актёр                                        | Победа    |
| «Выбор критиков»                    | 2007 | «Маленькая мисс Счастье»    | Лучший актёрский состав                                     | Победа    |
| «Выбор критиков»                    | 2014 | «12 лет рабства»            | Лучший актёрский состав                                     | Номинация |
| «Выбор критиков»                    | 2016 | «Любовь и милосердие»       | Лучшая мужская роль второго плана                           | Номинация |
| «Выбор телевизионных критиков»      | 2019 | «Побег из тюрьмы Даннемора» | Лучшая мужская роль в мини-сериале или телефильме           | Номинация |
| «Спутник»                           | 2016 | «Любовь и милосердие»       | Лучшая мужская роль второго плана                           | Номинация |
| «Независимый дух»                   | 2002 | «Ложь»                      | Лучший дебют                                                | Победа    |
| «Независимый дух»                   | 2007 | «Маленькая мисс Счастье»    | Лучшая мужская роль второго плана                           | Номинация |
| «Независимый дух»                   | 2016 | «Любовь и милосердие»       | Лучшая мужская роль второго плана                           | Номинация |
| «Независимый дух»                   | 2019 | «Дикая жизнь»               | Лучший дебютный фильм                                       | Номинация |
| Национальный совет кинокритиков США | 2013 | «Пленницы»                  | Лучший актёрский состав                                     | Победа    |
| Каннский кинофестиваль              | 2018 | «Дикая жизнь»               | Золотая камера                                              | Номинация |
| Премия Гильдии киноактёров США      | 2007 | «Маленькая мисс Счастье»    | Лучший актёрский состав                                     | Победа    |
| Премия Гильдии киноактёров США      | 2014 | «12 лет рабства»            | Лучший актёрский состав                                     | Номинация |